# Eid Qurbani
Eid Qurbani (in arabo ﻋﻴﺪ ﺍﻟﻘﺮﺑـﺎﻥ ‎?, ʿīd al-qurbān) è un termine turco indicante il sacrificio (kurban) annuale di animali non impuri secondo la religione islamica (quali cammelli, mucche, capre ecc.) eseguito nel nome di Allah nei giorni 10, 11 e 12 del mese del calendario islamico, di dhu l-Hijja. In arabo l'espressione usata è ʿĪd al-kabīr, ossia "Festa grande", distinta dalla ʿĪd al-ṣaghīr ("Festa piccola") che viene celebrata alla fine del mese di digiuno del Ramadan, e che in turco viene chiamata Bayram.
Con questo rito, praticato in tutto il mondo islamico, la carne macellata  viene successivamente distribuita ai più bisognosi della comunità.
La cerimonia è considerata come la più importante festività islamica.

## Riferimenti
- Eid-Ul-Azha & Qurbani, su islamicvoice.com.